# Jan Anne Jonkman

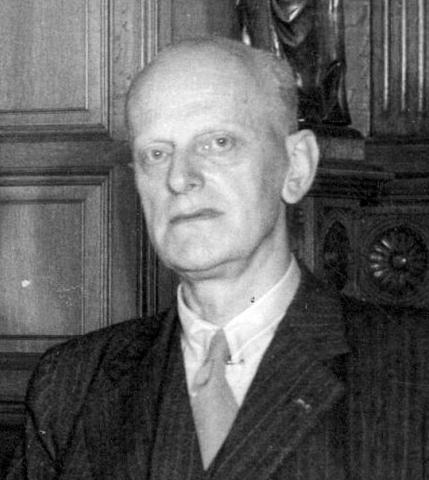
Jan Anne Jonkman (1946)

Jan Anne Jonkman (* 13. September 1891 in Utrecht; † 27. Juni 1976 in Den Haag) war ein niederländischer Politiker der Partij van de Arbeid (PvdA), der im ersten Kabinett von Ministerpräsident Louis Beel zwischen 1946 und 1948 Ministers für überseeische Reichsteile war. Er war in dieser Zeit maßgeblich mit dem Indonesischen Unabhängigkeitskrieg befasst und bemühte sich um einen realistischen Kurs, der sich um Übereinkünfte mit der Republik Indonesien. Allerdings bildete das im März 1947 geschlossene Abkommen von Linggajati letztendlich keine Grundlage für eine Übereinstimmung, so dass es 1947 zu ersten polizeilichen Maßnahmen in der Republik Indonesien kam. Anschließend war er Mitglied der Ersten Kammer der Generalstaaten und Vorsitzender dieser Kammer der Generalstaaten.

## Leben

### Studium, Justizbeamter in Niederländisch-Indien und Zweiter Weltkrieg
Jonkman begann nach dem Besuch eines Gymnasiums in Utrecht 1910 ein Studium der Rechtswissenschaften an der Reichsuniversität Utrecht, das er nach einem Studienjahr zwischen 1913 und 1914 an der Universität Toulouse vom 16. Oktober 1914 bis zum 12. Juli 1918 an der Reichsuniversität Leiden fortsetzte. Daneben absolvierte er zwischen dem 16. Oktober 1915 und 1919 ein postgraduales Studium für das Justizwesen in Niederländisch-Indien an der Reichsuniversität Leiden.
1919 begann Jonkman seine berufliche Laufbahn als Leiter der Urkundsbeamter (Griffier) in Sumatra und war danach zwischen 1921 und dem 1. Juli 1931 Außerordentlicher Vize-Justizbeamter am Gericht (Raad van Justitie) von Semarang. Daneben engagierte er sich auch politisch in der Kolonie und war zwischen dem 16. Mai 1927 und dem 15. Mai 1931 Mitglied des Volksrates von Niederländisch-Indien (Volksraad van Nederlands-Indië). Anschließend war er vom 1. Juli 1931 bis zum 16. April 1938 Justizbeamter in Makassar sowie danach zwischen dem 16. April 1938 und März 1942 Justizbeamter in Semarang. Zugleich fungierte er vom 21. April 1939 bis März 1942 als Vorsitzender des Volksrates, einem 60-köpfigen Gremium, das über eingeschränkte Einflussmöglichkeiten verfügte.
Während des Zweiten Weltkrieges befand sich Jonkman nach der Besetzung Niederländisch-Indiens durch die Kaiserlich Japanische Armee zwischen März 1942 und August 1945 in Gefangenschaft im Internierungslager von Bandoeng.

### Minister, Mitglied und Vorsitzender der Ersten Kammer
Nach seiner Rückkehr in die Niederlande wurde Jonkman am 31. Juli 1946 von Ministerpräsident Louis Beel zum Minister für überseeische Reichsteile (Minister van Overzeese Gebiedsdelen) in dessen erstes Kabinett berufen und bekleidete dieses Ministeramt bis zum 7. August 1948. Er war in dieser Zeit maßgeblich mit dem Indonesischen Unabhängigkeitskrieg befasst und bemühte sich um einen realistischen Kurs, der sich um Übereinkünfte mit der Republik Indonesien. Allerdings bildete das im März 1947 geschlossene Abkommen von Linggajati letztendlich keine Grundlage für eine Übereinstimmung, so dass es 1947 zu ersten polizeilichen Maßnahmen in der Republik Indonesien kam. Während seiner Dienstreise nach Niederländisch-Indien bekleidete der Minister ohne Geschäftsbereich Lubbertus Götzen zwischen dem 13. Dezember 1947 und Januar 1948 kommissarisch das Amt des Ministers für überseeische Reichsteile.
Jonkman, der seit Juli 1946 Mitglied der Partij van de Arbeid (PvdA) war, wurde kurz vor seinem Ausscheiden aus der Regierung am 27. Juli 1948 Mitglied der Ersten Kammer der Generalstaaten und gehörte dieser bis zum 20. September 1966 an. Nach seinem Ausscheiden aus der Regierung wurde er am 13. Oktober 1948 zum Kommandeur des Ordens von Oranien-Nassau ernannt.
Durch einen Königlichen Beschluss (Koninklijk Besluit) vom 28. Mai 1951 wurde er als Nachfolger von Roelof Kranenburg zum Vorsitzender dieser Kammer der Generalstaaten ernannt und bekleidete das Amt mehr als 15 Jahre lang zwischen dem 1. Juni 1951 und dem 20. September 1966. Anlässlich des 400-jährigen Bestehens der Generalstaaten wurde er am 6. Januar 1964 auch zum Kommandeur des Ordens vom Niederländischen Löwen ernannt. Zuletzt wurde ihm am 8. September 1966 noch das Großkreuz des Ordens vom Niederländischen Löwen verliehen. Sein Nachfolger als Vorsitzender der Ersten Kammer wurde Jannis Pieter Mazure.
Aus seiner am 10. Juli 1922 in Semarang geschlossenen Ehe mit Johanna Lina Margaretha de Bruïne gingen drei Söhne und eine Tochter hervor, darunter sein Sohn Pieter Jan Hans Jonkman, der Botschafter in Großbritannien, zwischen 1982 und 1986 Großmeister des Königlichen Haushalts (Grootmeester van het Koninklijk Huis) von Königin Beatrix und von 1990 bis 1999 Generalsekretär des Ständigen Schiedshofes in Den Haag war.